# Colom verdós gros
El colom verdós gros (Treron capellei) és una espècie d'ocell de la família dels colúmbids (Columbidae) que habita els boscos de la Península Malaia, Sumatra, Java, Borneo i algunes illes properes.